# Maison des Arts
La Maison des Arts (già Palazzina Caripe) è un edificio storico di Pescara.
Terminato nel 1923 da un progetto di Edmondo Germani, il palazzo fu costruito secondo i caratteri dell'architettura liberty di inizio Novecento e fu sede della Cassa di Risparmio di Pescara e di Loreto Aprutino. Situato nel centro della città, l'edificio funge da centro culturale polivalente per mostre temporanee e spettacoli di arti performative promossi dalla Fondazione Pescarabruzzo.

## Sede
La Maison des Arts ha sede presso la sede storica della Cassa di Risparmio di Pescara e di Loreto Aprutino, situata nell'ex territorio amministrativo di Castellammare Adriatico. Il palazzo, costruito nel 1923 da un progetto dell'architetto Edmondo Germani, è suddiviso in quattro piani e sorge presso la centrale direttrice cittadina di corso Umberto I. L'edificio presenta i connotati dell'architettura liberty di inizio Novecento, da cui derivano dei lineamenti esterni sobri e raffinati.
Frutto di due diversi progetti di ristrutturazione, gli interni mostrano i tratti tipici delle tecnica artistica di Piero Dorazio. Un vasto mosaico policromo pavimentale in opus veneziano caratterizza i vari piani del palazzo, che comprendono delle lavorazioni in lastre curvilinee di vetro di Murano realizzate in colata unica e con inserti colorati, simboleggianti le vele dei pescherecci adriatici, le cosiddette paranze. Altri pannelli in opus incertum sono distribuiti tra gli interni dell'edificio.

## Storia
La Cassa di Risparmio di Pescara e di Loreto Aprutino, nata nel 1871 come modesta realtà di borgo, subì dei significativi sviluppi nel corso degli anni venti con la creazione della provincia di Pescara, diventando protagonista di un moderno mercato creditizio locale tramite lo sfruttamento di una legislazione bancaria messa a punto dal governo fascista finalizzata a moderare la concorrenza. Nel 1965, la cassa di risparmio procedette con l'acquisto di un edificio storico in stile liberty situato nel centro di Pescara, creandovi una succursale. Qui fu istituita la Fondazione della Cassa di Risparmio di Pescara e di Loreto Aprutino, comunemente chiamata Fondazione Caripe, con la missione di sostenere l'economia del territorio abruzzese e la crescita sociale e culturale della comunità.
I lavori di ristrutturazione dell'edificio durarono circa dieci anni, concludendosi nel 1994 su un progetto dell'architetto Gaetano Colleluori. Vittorio Emiliani e Sergio Maldini furono chiamati a descrivere gli interventi artistici svolti sull'edificio, ideati e realizzati da Piero Dorazio e Paolo D'Orazio. La sede fu inaugurata il 4 febbraio 1995 alla presenza di Nicola Mattoscio, presidente della Fondazione Caripe, successivamente rinominata Fondazione Pescarabruzzo. Nel 2005, il palazzo venne ulteriormente riqualificato per accogliere un centro culturale polivalente destinato ad ospitare mostre ed eventi di varie tipologie. La struttura, denominata Maison des Arts dai suoi gestori, aprì al pubblico il 22 dicembre 2005, diventando un punto di riferimento nell'ambito di iniziative promosse dalla fondazione stessa o da altri enti.
La stagione artistica inaugurale ha visto in programmazione musicisti dell'Orchestra del Teatro alla Scala, stipulando una sinergia con la Filarmonica della Scala e includendo membri del Teatro dell'Opera di Roma e dell'Orchestra sinfonica nazionale della RAI.